# Angelo Dalla Decima

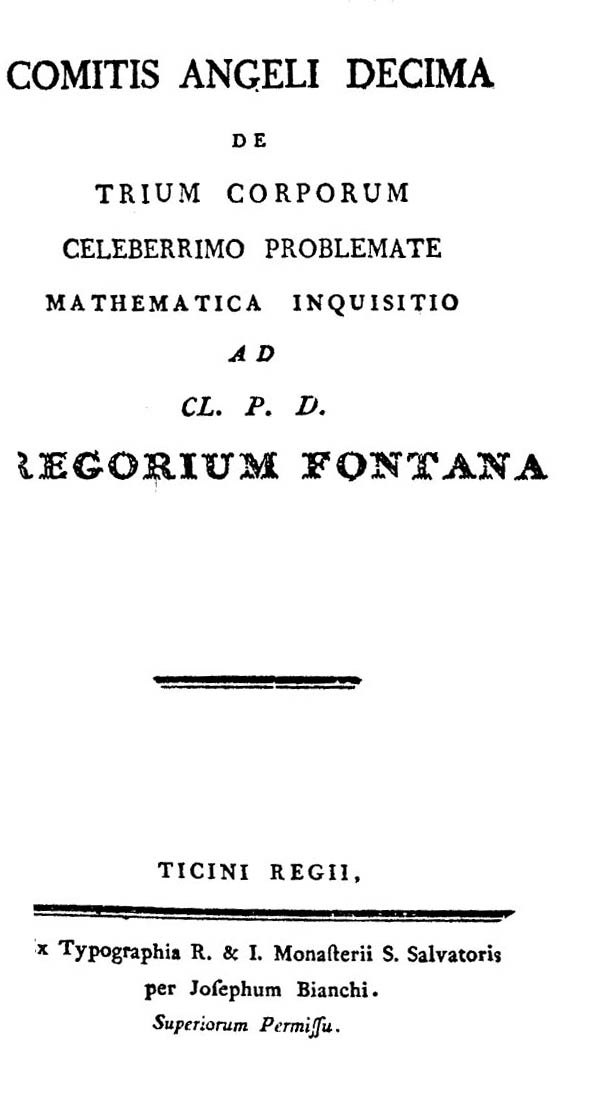
De trium corporum celeberrimo problemate mathematica inquisitio, 1780

Angelo Dalla Decima (Argostoli, 12 febbraio 1752 – Padova, 14 febbraio 1825) è stato un matematico italiano della Repubblica di Venezia.

## Biografia
È ricordato per aver affrontato il problema dei tre corpi.
Fu rettore dell'Università di Padova dal 1816 al 1817.

## Opere
- (LA) De trium corporum celeberrimo problemate mathematica inquisitio, Ticini Regii, Giuseppe Bianchi, 1780.